# 長嶺諸近
長嶺 諸近（ながみね の もろちか、生没年不詳）は、平安時代の対馬国の役人。対馬国判官代。

## 出自
長嶺氏は百済系渡来氏族で、魯の初代君主・伯禽の後裔とされる。

## 人物
刀伊の賊の正体と、その賊船に連れ去られた日本人捕虜の消息を独自に調査し、大宰府に報告したとされる。
寛仁3年（1019年）刀伊の入寇の際に、諸近は、母、妻、妹、伯母、従者などと共に刀伊の賊船に連れ去られてしまうが、賊船が帰る途中に1人で脱出に成功する。その後、連れ去られた家族などを探すため、渡海の禁を破って高麗に密出国し、そこで、刀伊の賊の正体と賊に捕らわれた日本人の消息に付いて聞いた。すると、刀伊は服装や使う武器などから女真族ではないかと見られていて、最初に高麗の海岸付近の村々を襲って暴れまわり、その後、日本へ向って行ったという。そこで高麗軍は、刀伊がそのうち日本から戻って来るだろうと考えて待ち伏せしていたところ、ほどなくして刀伊の船がやって来たので、これを迎え撃って全滅させ、捕らわれていた日本人を全員救助したという事であった。
しかし、救助された人達の中には、悲しくも母、妻、妹、の姿は無く、家族は刀伊によって殺されてしまっていた。だが、さいわいにも伯母だけは殺されずに生き残っていた。諸近は、救助された日本人の内蔵石女と多治比阿古見という2人の女の報告を添えて、事件の詳細を大宰府の太政官に提出した。これによって大宰府は、刀伊の賊の正体と捕虜の消息を知る事が出来たのだが、渡海の禁を破って密出国した諸近は罪人として禁固刑に処されてしまった。その後の事に付いては資料が何も残っていないため不明である。